# Hydractinia anechinata
Hydractinia anechinata is een hydroïdpoliep uit de familie Hydractiniidae. De poliep komt uit het geslacht Hydractinia. Hydractinia anechinata werd in 1907 voor het eerst wetenschappelijk beschreven door Ritchie. 